# Gordon Thomson (Ruderer)

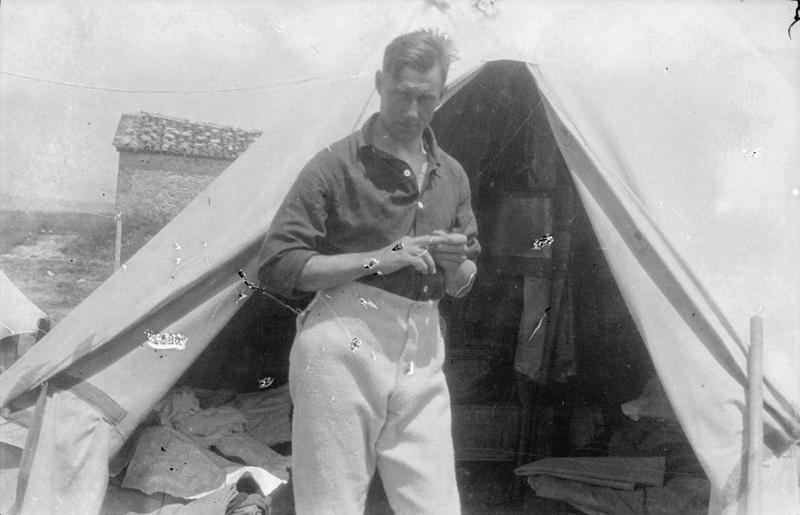
Gordon Thomson

Gordon Lindsay Thomson (* 27. März 1884 in Wandsworth, London; † 6. Juli 1953 in Staplehurst, Kent) war ein britischer Ruderer.
Gordon Thomson war Ruderer und Rugby-Spieler. Nach Besuch der University College School in Hampstead studierte Thomson in Trinity Hall, University of Cambridge. 1909 gewann er mit dem Achter von Cambridge das Boat Race. 
Die Ruderwettbewerbe der Olympischen Spiele 1908 wurden auf der Themse in Henley-on-Thames ausgetragen. In allen Bootsklassen waren zwei britische Boote am Start und außer im Achter erreichten ausschließlich britische Boote die Endläufe in den vier Bootsklassen. Gordon Thomson erreichte zusammen mit John Fenning durch einen Sieg über das kanadische Boot das Finale im Zweier ohne Steuermann. Im Vierer ohne Steuermann erreichte das Boot des Leander Club mit Philip Filleul, Harold Barker, Fenning und Thomson gegen die Niederländer ebenfalls das Finale. Am Finaltag, dem 31. Juli 1908, gewannen Fenning und Thomson das Rennen im Zweier mit zweieinhalb Bootslängen gegen ihre Vereinskameraden George Fairbairn und Philip Verdon. Im Vierer siegte das Boot vom Magdalen College aus Oxford mit eineinhalb Längen vor dem Boot des Leander Club.
Im Ersten Weltkrieg war Thomson ein Spezialist für Fotos aus geringer Flughöhe. Für seine Aufnahmen hinter den feindlichen Linien in der Schlacht von Gallipoli erhielt er das Distinguished Service Cross. Neben diesem Orden der Royal Navy wurde er auch mit dem Distinguished Flying Cross der Royal Air Force ausgezeichnet.